# Ладомерська Вєска
Ладомерська Вєска (словац. Ladomerská Vieska) — село, громада округу Ж'яр-над-Гроном, Банськобистрицький край, центральна Словаччина, регіон Теков. Кадастрова площа громади — 11,34 км². Протікає річка Коперніца.
Населення 777 осіб (станом на 31 грудня 2017 року).

## Історія
Ладомерська Вєска згадується в 1335 році.

## Населення
| Рік:            | 1994. | 2004.   | 2014.   | 2024.   |
| --------------- | ----- | ------- | ------- | ------- |
| Кількість осіб: | 819   | 782     | 805     | 758     |
| Різниця:        |       | -4,51 % | +2,94 % | -5,83 % |

| Рік:            | 2023. | 2024.   |
| --------------- | ----- | ------- |
| Кількість осіб: | 763   | 758     |
| Різниця:        |       | -0,65 % |